# Handel (krater)
Handel är en nedslagskrater på planeten Merkurius, med en diameter på ungefär 138 kilometer.
1976 uppkallades kratern efter den tysk-brittiske kompositören Georg Friedrich Händel.